# New York Film Critics Circle
La New York Film Critics Circle (NYFCC) est une association américaine de critiques de cinéma, basée à New York, aux États-Unis, et fondée en 1935. Contrairement au New York Film Critics Online, la NYFCC regroupe des critiques de film de la presse écrite.
Elle remet chaque année les New York Film Critics Circle Awards (NYFCC Awards), récompensant les meilleurs films de l'année.

## Catégories de récompense
- Meilleur film
- Meilleur réalisateur
- Meilleur acteur
- Meilleure actrice
- Meilleur acteur dans un second rôle
- Meilleure actrice dans un second rôle
- Meilleur premier film
- Meilleur scénario
- Meilleure photographie
- Meilleur film en langue étrangère
- Meilleur film documentaire
- Special Award